# Baigneaux (Eure-et-Loir)
Pour les articles homonymes, voir Baigneaux.
Baigneaux est une commune française située dans le département d'Eure-et-Loir en région Centre-Val de Loire. Elle est connue pour ses gisements de fossiles de l'Orléanien.

## Géographie

### Situation

Situation géographique
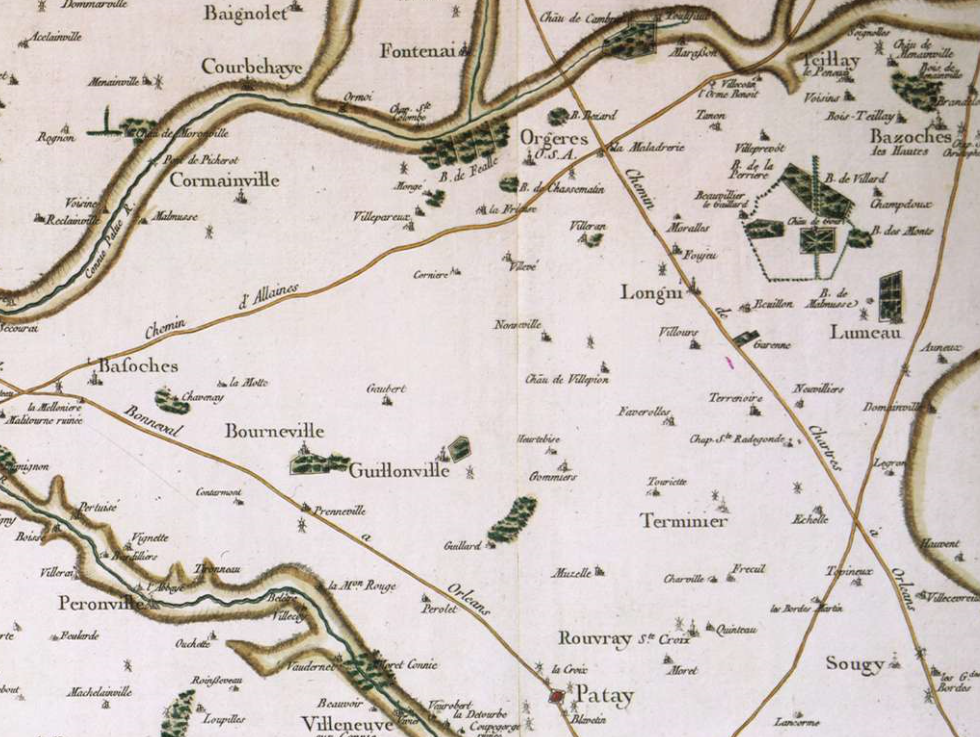
Extrait de la carte de Cassini, 1757.
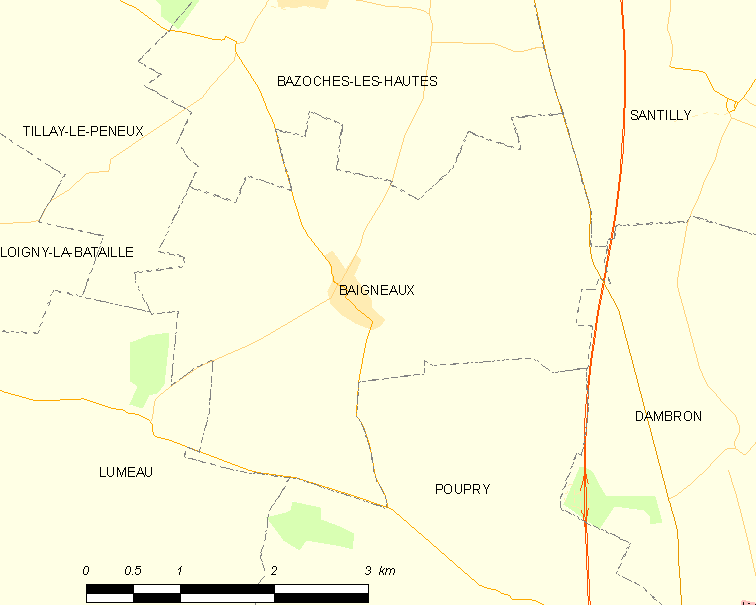
Carte de la commune de Baigneaux, 2002.
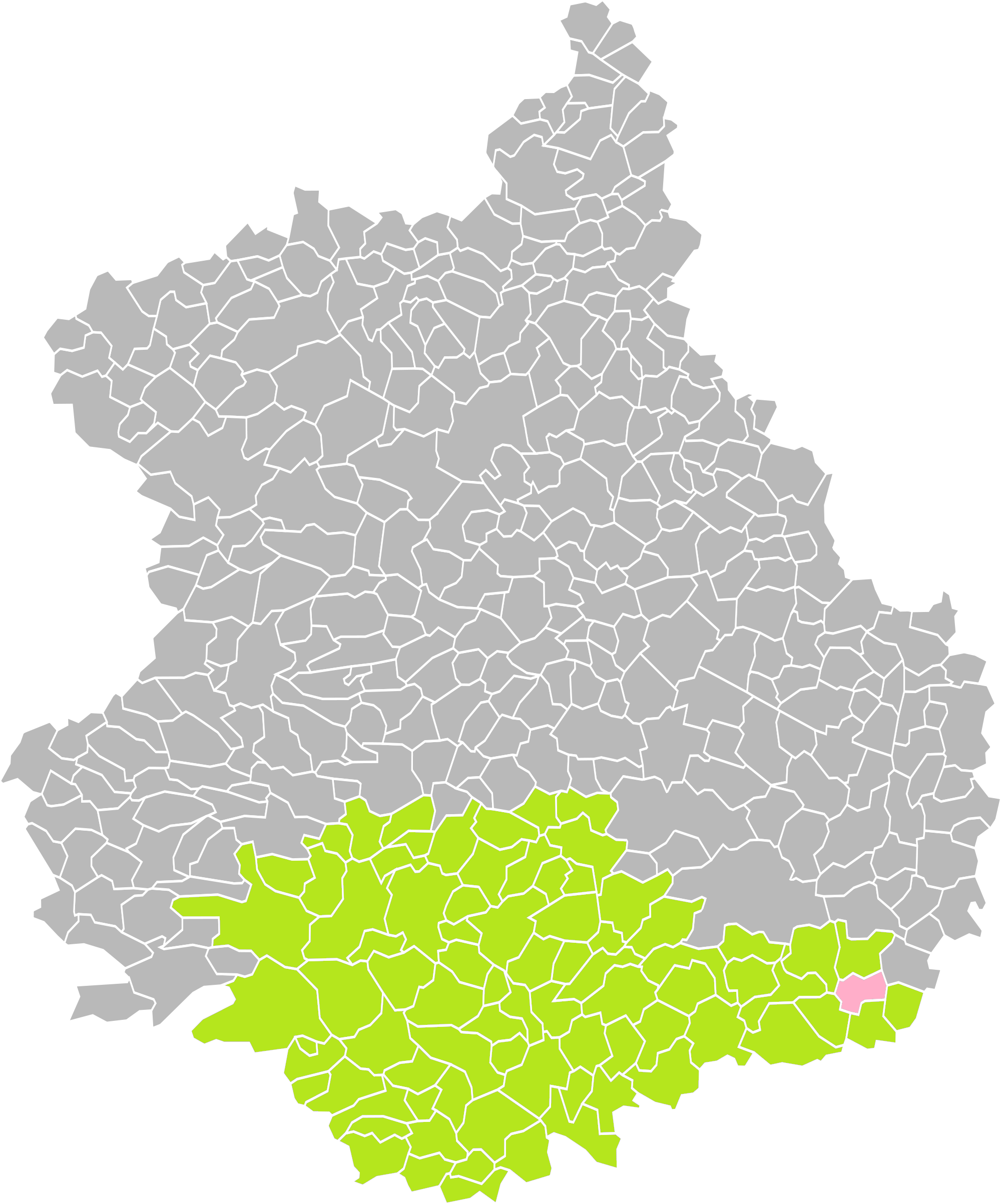
Baigneaux dans son arrondissement.

### Communes limitrophes
| Tillay-le-Péneux   | Bazoches-les-Hautes | Santilly |
| Loigny-la-Bataille | Baigneaux           |          |
| Lumeau             | Poupry              | Dambron  |

### Hydrographie

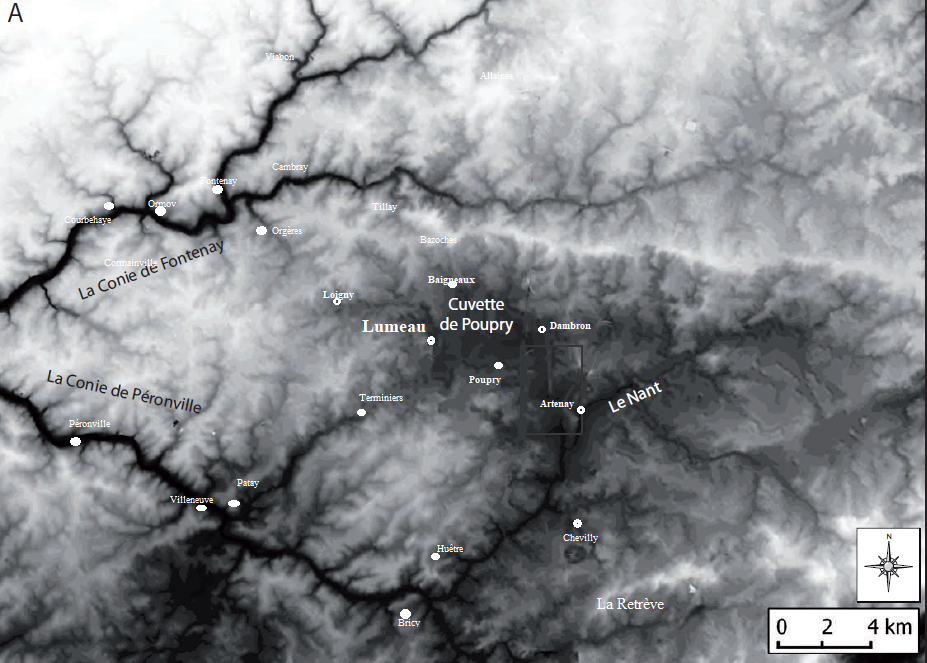
Relief du bassin versant amont de la Conie, avec Baigneaux sur le bord nord-ouest de la cuvette de Poupry.

D'un point de vue hydrographique, Baigneaux se trouve entre les deux bras de la rivière Conie et son réseau hydrographique fossile, dont la cuvette marnière de Poupry constitue un point amont.

### Géologie
La cuvette de Poupry forme une lentille de 29 km2 dont le pourtour est occupé par le bourg de Lumeau, Poupry, Artenay, Dambron et Baigneaux.
S'y trouve une formation géologique de sables et marnes de l'Orléanais (étage stratigraphique du Burdigalien, datant de 20,44 Ma à  15,98 Ma), horizon fossilifère d'une épaisseur de plusieurs mètres formés d'alluvions d'un ancien cours d'eau transportant les produits de l'érosion du Massif central au-dessus d'une dépression du calcaire de l'Orléanais (étage stratigraphique de l'Aquitanien datant de 23,03 Ma à 20,44 Ma).
Des découvertes paléontologiques,,,,,,, y ont été faites en nombre depuis 1850, avec des gisements comprenant d'une part des fossiles de reptiles aquatiques, poissons et mollusques et d'autre part des ossements et dents de vertébrés terrestres, essentiellement des mammifères  de l'étage de biostratigraphie Orléanien ou biozones MN3 et MN4 de la chronologie de l'apparition des mammifères (ELMMZ = "European Land Mammal Mega-Zones").

### Climat
Pour des articles plus généraux, voir Climat du Centre-Val de Loire et Climat d'Eure-et-Loir.
En 2010, le climat de la commune est de type climat océanique dégradé des plaines du Centre et du Nord, selon une étude du CNRS s'appuyant sur une série de données couvrant la période 1971-2000. En 2020, Météo-France publie une typologie des climats de la France métropolitaine dans laquelle la commune est exposée à un climat océanique altéré et est dans la région climatique  Moyenne vallée de la Loire, caractérisée par une bonne insolation (1 850 h/an) et un été peu pluvieux. 
Pour la période 1971-2000, la température annuelle moyenne est de 10,7 °C, avec une amplitude thermique annuelle de 15,1 °C. Le cumul annuel moyen de précipitations est de 654 mm, avec 10,9 jours de précipitations en janvier et 7,3 jours en juillet. Pour la période 1991-2020, la température moyenne annuelle observée sur la station météorologique de Météo-France la plus proche, sur la commune de Trinay à 11 km à vol d'oiseau, est de 11,4 °C et le cumul annuel moyen de précipitations est de 645,3 mm,. Pour l'avenir, les paramètres climatiques de la commune estimés pour 2050 selon différents scénarios d'émission de gaz à effet de serre sont consultables sur un site dédié publié par Météo-France en novembre 2022.

## Urbanisme

### Typologie
Au 1er janvier 2024, Baigneaux est catégorisée commune rurale à habitat dispersé, selon la nouvelle grille communale de densité à 7 niveaux définie par l'Insee en 2022.
Elle est située hors unité urbaine. Par ailleurs la commune fait partie de l'aire d'attraction d'Orléans, dont elle est une commune de la couronne,. Cette aire, qui regroupe 136 communes, est catégorisée dans les aires de 200 000 à moins de 700 000 habitants,.

### Occupation des sols
L'occupation des sols de la commune, telle qu'elle ressort de la base de données européenne d’occupation biophysique des sols Corine Land Cover (CLC), est marquée par l'importance des territoires agricoles (97,7 % en 2018), une proportion sensiblement équivalente à celle de 1990 (97,8 %). La répartition détaillée en 2018 est la suivante : 
terres arables (97,7 %), zones urbanisées (2,3 %). L'évolution de l’occupation des sols de la commune et de ses infrastructures peut être observée sur les différentes représentations cartographiques du territoire : la carte de Cassini (XVIIIe siècle), la carte d'état-major (1820-1866) et les cartes ou photos aériennes de l'IGN pour la période actuelle (1950 à aujourd'hui).

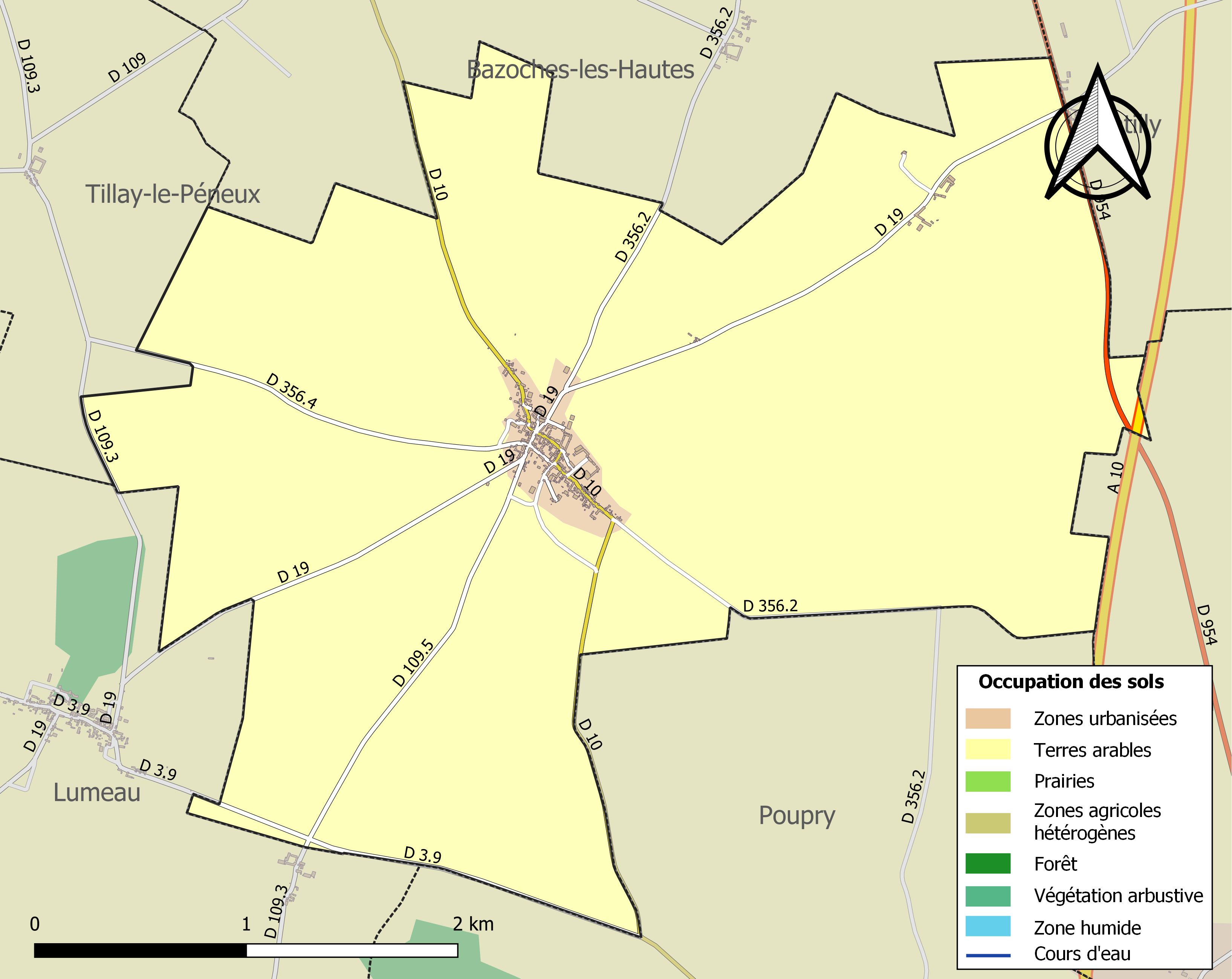
Carte des infrastructures et de l'occupation des sols de la commune en 2018 (CLC).

### Risques majeurs
Le territoire de la commune de Baigneaux est vulnérable à différents aléas naturels : météorologiques (tempête, orage, neige, grand froid, canicule ou sécheresse), inondations et séisme (sismicité très faible). Il est également exposé à un risque technologique, le transport de matières dangereuses. Un site publié par le BRGM permet d'évaluer simplement et rapidement les risques d'un bien localisé soit par son adresse soit par le numéro de sa parcelle.

#### Risques naturels
Certaines parties du territoire communal sont susceptibles d’être affectées par le risque d’inondation par débordement de cours d'eau, notamment la Sonnette, le Sainte-Suzanne et la Rhône. La commune a été reconnue en état de catastrophe naturelle au titre des dommages causés par les inondations et coulées de boue survenues en 1999,.

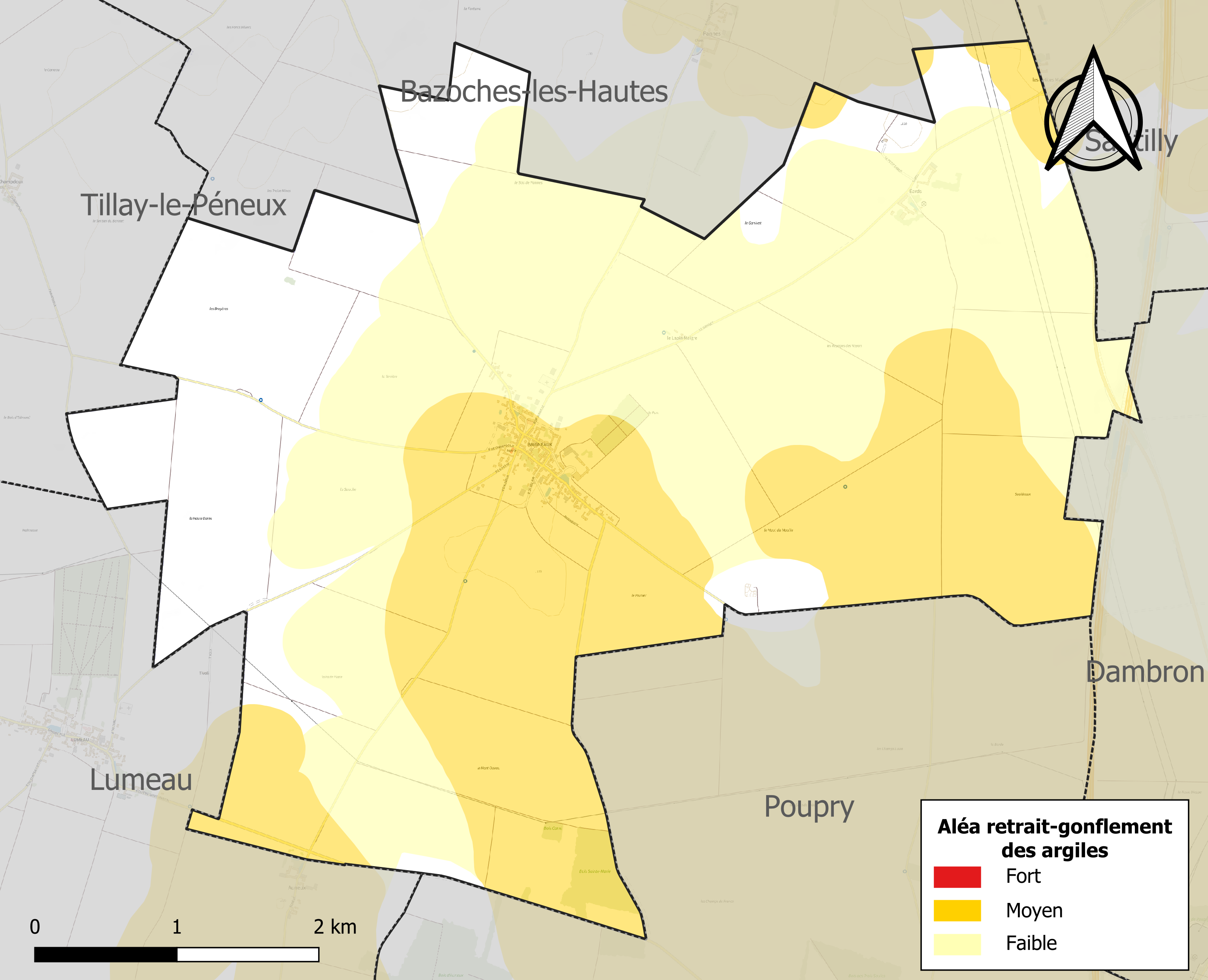
Carte des zones d'aléa retrait-gonflement des sols argileux de Baigneaux.

Le retrait-gonflement des sols argileux est susceptible d'engendrer des dommages importants aux bâtiments en cas d’alternance de périodes de sécheresse et de pluie. 35,3 % de la superficie communale est en aléa moyen ou fort (52,8 % au niveau départemental et 48,5 % au niveau national). Sur les 116 bâtiments dénombrés sur la commune en 2019, 99 sont en aléa moyen ou fort, soit 85 %, à comparer aux 70 % au niveau départemental et 54 % au niveau national. Une cartographie de l'exposition du territoire national au retrait gonflement des sols argileux est disponible sur le site du BRGM,.
Concernant les mouvements de terrains, la commune a été reconnue en état de catastrophe naturelle au titre des dommages causés par des mouvements de terrain en 1999.

#### Risques technologiques
Le risque de transport de matières dangereuses sur la commune est lié à sa traversée par des infrastructures routières ou ferroviaires importantes ou la présence d'une canalisation de transport d'hydrocarbures. Un accident se produisant sur de telles infrastructures est en effet susceptible d’avoir des effets graves au bâti ou aux personnes jusqu’à 350 m, selon la nature du matériau transporté. Des dispositions d’urbanisme peuvent être préconisées en conséquence.

## Toponymie
- Baina villa
- Balinolus (charte de l'abbaye de Bonneval en 861), signifiant petit bain.
- Balneolis, Baignolae, Baignaux, Baigneaux

## Histoire
L'ancienne paroisse de Baigneaux est annexe de celle de Lumeau, du Concordat (1801) jusqu'en 1838, date à laquelle elle est érigée à nouveau en paroisse.

## Politique et administration

### Liste des maires
| Période                                  | Période   | Identité          | Étiquette | Qualité                         |
| ---------------------------------------- | --------- | ----------------- | --------- | ------------------------------- |
| mars 2001                                | mars 2014 | Jean-Claude Popot |           |                                 |
| mars 2014                                | En cours  | Claude Pierre,    |           | Contremaître, agent de maîtrise |
| Les données manquantes sont à compléter. |           |                   |           |                                 |

## Population et société

### Démographie
L'évolution du nombre d'habitants est connue à travers les recensements de la population effectués dans la commune depuis 1793. Pour les communes de moins de 10 000 habitants, une enquête de recensement portant sur toute la population est réalisée tous les cinq ans, les populations de référence des années intermédiaires étant quant à elles estimées par interpolation ou extrapolation. Pour la commune, le premier recensement exhaustif entrant dans le cadre du nouveau dispositif a été réalisé en 2008.

En 2022, la commune comptait 216 habitants, en évolution de −9,24 % par rapport à 2016 (Eure-et-Loir : −0,23 %, France hors Mayotte : +2,11 %).
| 1793 | 1800 | 1806 | 1821 | 1831 | 1836 | 1841 | 1846 | 1851 |
| ---- | ---- | ---- | ---- | ---- | ---- | ---- | ---- | ---- |
| 254  | 275  | 287  | 329  | 362  | 388  | 392  | 420  | 451  |

| 1856 | 1861 | 1866 | 1872 | 1876 | 1881 | 1886 | 1891 | 1896 |
| ---- | ---- | ---- | ---- | ---- | ---- | ---- | ---- | ---- |
| 470  | 484  | 481  | 469  | 461  | 429  | 435  | 403  | 404  |

| 1901 | 1906 | 1911 | 1921 | 1926 | 1931 | 1936 | 1946 | 1954 |
| ---- | ---- | ---- | ---- | ---- | ---- | ---- | ---- | ---- |
| 412  | 404  | 360  | 346  | 336  | 334  | 327  | 337  | 312  |

| 1962 | 1968 | 1975 | 1982 | 1990 | 1999 | 2006 | 2008 | 2013 |
| ---- | ---- | ---- | ---- | ---- | ---- | ---- | ---- | ---- |
| 329  | 268  | 240  | 198  | 204  | 196  | 215  | 221  | 248  |

| 2018 | 2022 | - | - | - | - | - | - | - |
| ---- | ---- | - | - | - | - | - | - | - |
| 213  | 216  | - | - | - | - | - | - | - |

## Culture locale et patrimoine

### Lieux et monuments
- L'église Sainte Croix ;
- Le monument aux morts ;
- La mare.

Lieux et monuments
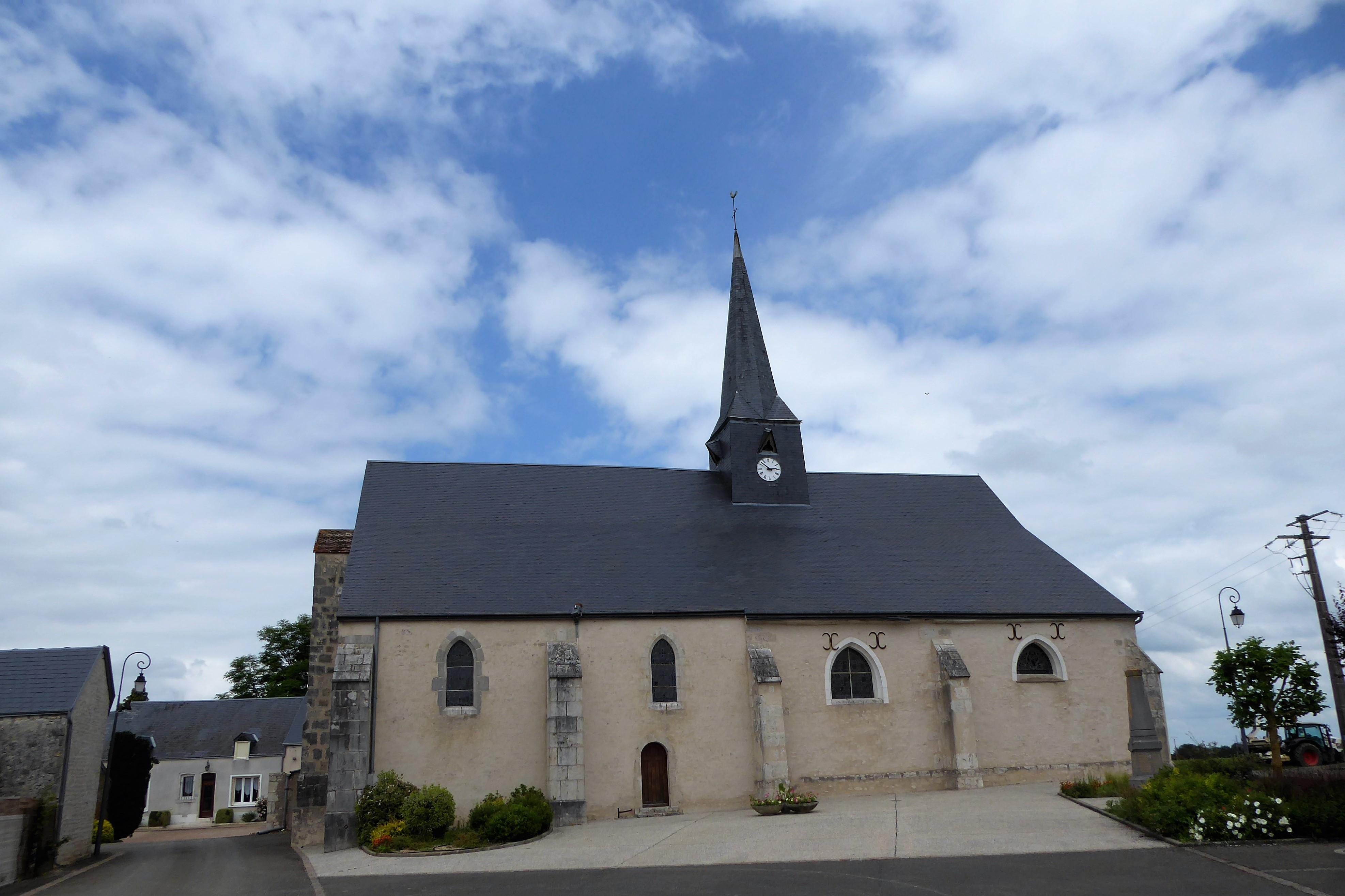
La place de l'église Sainte-Croix.
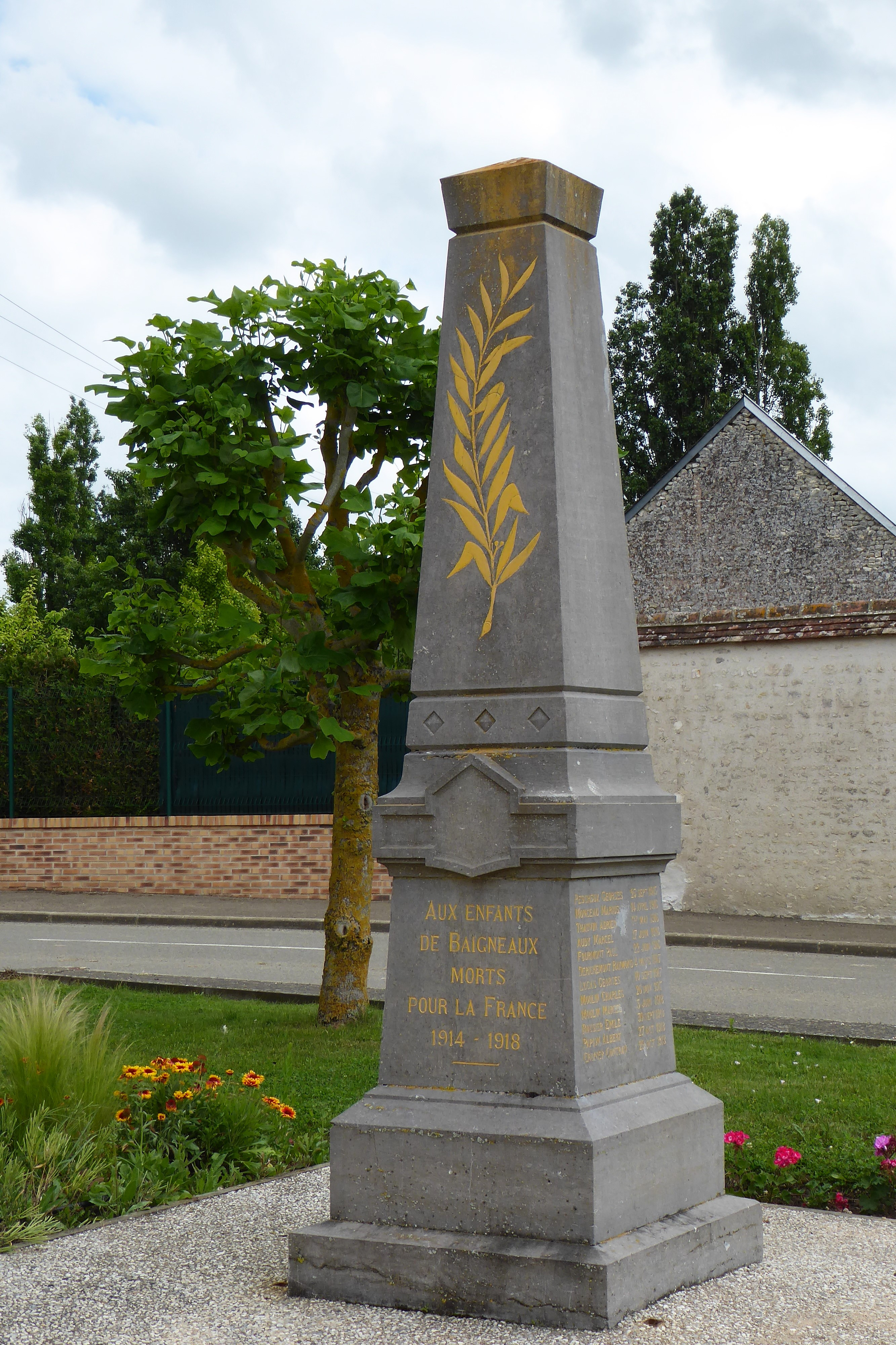
Le monument aux morts.
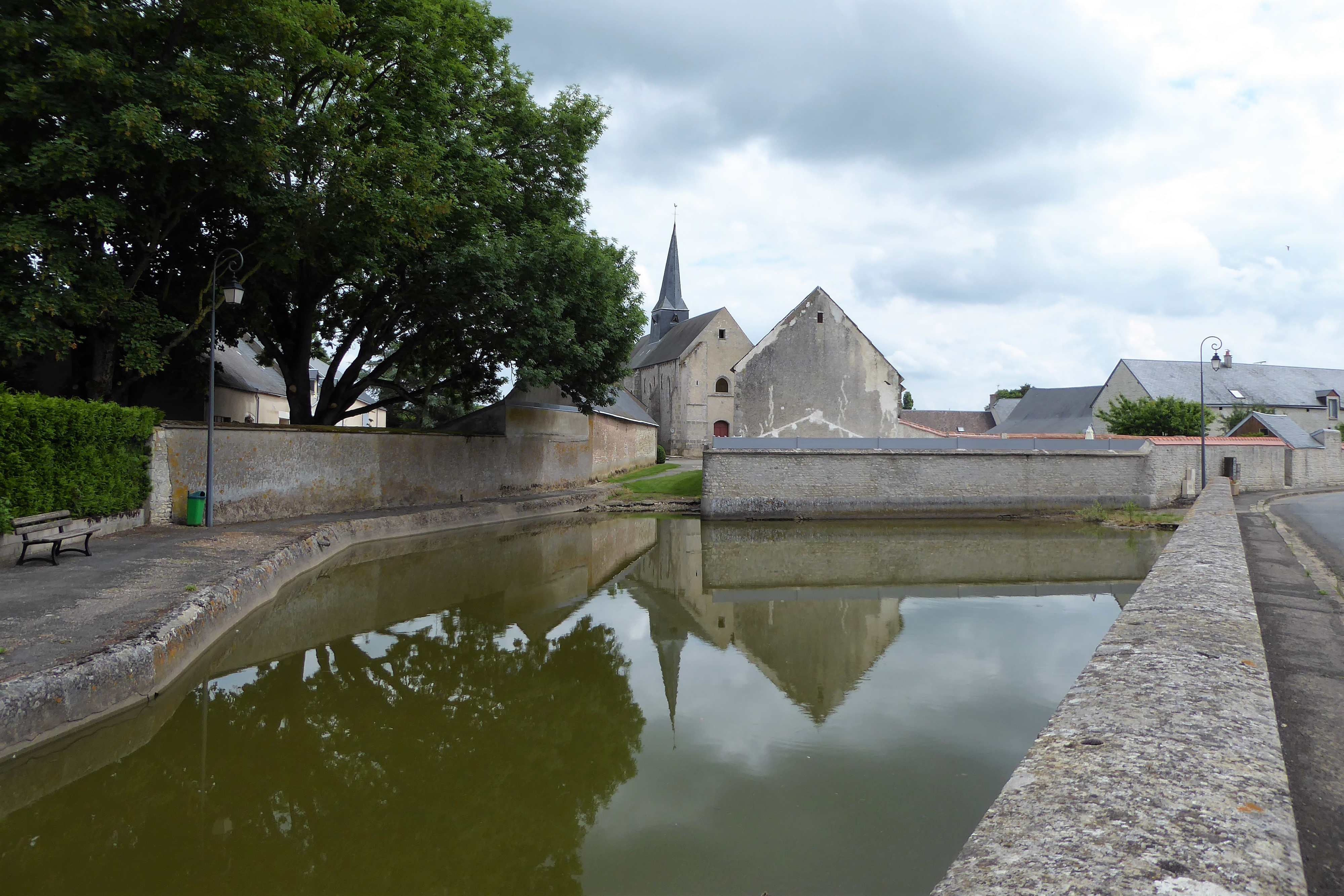
La mare et l'église Sainte-Croix.